# Université Aix-Marseille-III
L'université Aix-Marseille III aussi appelée université Paul-Cézanne est une ancienne université française située en région Provence-Alpes-Côte d'Azur. Au moment de sa suppression en 2011 par fusion avec d'autres universités, elle comptait 22 500 étudiants.

## Histoire
La loi Faure de 1968 regroupe les facultés au sein de nouvelles universités : en 1971 deux universités sont établies à Aix-Marseille, puis une troisième en 1973. En 2007, les trois universités d'Aix-Marseille entament un processus de rapprochement au sein du PRES Aix-Marseille Université. Ce processus aboutit à la fusion des trois universités, effective au 1er janvier 2012 avec la création d'un établissement public à caractère scientifique, culturel et professionnel, dénommé « université d'Aix-Marseille », regroupant les universités Aix-Marseille-I, Aix-Marseille-II et Aix-Marseille-III.

## Liste des composantes / UFR
- Faculté de droit et de science politique d'Aix-Marseille :
  - Aix-en-Provence, Schuman ;
  - Aix-en-Provence, Poncet ;
  - Aix-en-Provence, Montperrin  ;
  - Arles, Espace Van Gogh ;
  - Marseille, Espace Canebière.

- Faculté d'économie appliquée :
  - Aix-en-Provence, Schuman ;
  - Aix-en-Provence, Forbin ;
  - Marseille, Canebière.

- Faculté des sciences et techniques:
  - Aix-en-Provence, Montperrin  ;
  - Marseille, Saint-Jérôme ;
  - l'Europôle de l'Arbois ;

- Institut d'administration des entreprises :
  - Puyricard.

- Institut d'études françaises pour étudiants étrangers.

- Institut de management public et de gouvernance territoriale :
  - Aix-en-Provence, Gaston de Saporta ;
  - Marseille, Libération.

- Institut universitaire de technologie :
  - Marseille, Saint-Jérôme.

## Établissement rattaché
- Institut d'études politiques d'Aix-en-Provence

## Présidents
| Identité                               | Période | Période | Durée  |
| Identité                               | Début   | Fin     | Durée  |
| -------------------------------------- | ------- | ------- | ------ |
| Charles Debbasch (1937 - 2022)         | 1973    | 1978    | 5 ans  |
| Louis Favoreu (1936 - 2004)            | 1978    | 1983    | 5 ans  |
| Lucien Capella (d) (1929 - 2013)       | 1983    | 1994    | 11 ans |
| Christian Louit (d) (1943 - 2017)      | 1994    | 1999    | 5 ans  |
| Gilbert Peiffer (d) (né en 1935)       | 1999    | 2000    | 1 an   |
| Jacques Bourdon (1946 - 2015)          | 2000    | 2005    | 5 ans  |
| Philippe Tchamitchian (d) (né en 1957) | 2005    | 2008    | 3 ans  |
| Marc Péna (né en 1960)                 | 2008    | 2011    | 3 ans  |

## Vie étudiante

### Évolution démographique
| 2000   | 2001   | 2002   | 2003   | 2004   | 2005   | 2006   | 2007   | 2008   |
| ------ | ------ | ------ | ------ | ------ | ------ | ------ | ------ | ------ |
| 21 648 | 22 355 | 22 119 | 21 544 | 21 696 | 21 409 | 21 365 | 20 889 | 21 236 |

| 2009   | 2010   | - | - | - | - | - | - | - |
| ------ | ------ | - | - | - | - | - | - | - |
| 21 602 | 21 863 | - | - | - | - | - | - | - |